# Kuldscha productaria
Kuldscha productaria är en fjärilsart som beskrevs av John Henry Leech 1897. Kuldscha productaria ingår i släktet Kuldscha och familjen mätare. Inga underarter finns listade i Catalogue of Life.